# Alvimopan
Alvimopan (tên thương mại Entereg) là một loại thuốc hoạt động như một chất đối kháng μ-opioid ngoại vi. Với khả năng hạn chế vượt qua hàng rào máu não và tiếp cận các thụ thể op-opioid của hệ thần kinh trung ương, các tác dụng không mong muốn trên lâm sàng của thuốc đối kháng opioid hoạt động tập trung (như đảo ngược thuốc giảm đau qua trung gian opioid) đã tránh được mà không ảnh hưởng đến sự phong tỏa dự định của opioid). thụ thể io-opioid trong đường tiêu hóa. Đó là hiện chỉ Food and Drug Administration đã được phê duyệt để điều trị hậu phẫu ruột mà nó nhận được tháng năm 2008.

## Sử dụng trong y tế
Alvimopan được chỉ định ở người để tránh hồi tràng sau phẫu thuật sau phẫu thuật cắt bỏ một phần ruột lớn hoặc nhỏ với bệnh lý nguyên phát. Alvimopan đẩy nhanh thời gian phục hồi đường tiêu hóa như được xác định theo thời gian để đi tiêu lần đầu hoặc đi cầu.

## Tác dụng phụ
Các tác dụng phụ phổ biến nhất liên quan đến alvimopan là:
| Ảnh hưởng xấu       | Tần suất (%) với giả dược | Tần suất (%) với alvimopan |
| ------------------- | ------------------------- | -------------------------- |
| Chứng khó tiêu      | 4.6                       | 7,0                        |
| Hạ kali máu         | 8,5                       | 9,5                        |
| Đau lưng            | 1.7                       | 3,3                        |
| Sai lầm bị trì hoãn | 2.1                       | 3.2                        |

## Chống chỉ định
Alvimopan chống chỉ định tuyệt đối ở những bệnh nhân đã sử dụng liều điều trị opioid trong hơn bảy ngày liên tiếp ngay trước khi alvimopan được bắt đầu vì những người tiếp xúc với opioid gần đây sẽ nhạy cảm hơn với tác dụng của thuốc đối kháng thụ thể opioid. Vị trí tác dụng ngoại biên của alvimopan cho thấy rằng độ nhạy cao như vậy sẽ làm giảm tác dụng của đường tiêu hóa ngoài chứng khó tiêu.

## Tương tác
Alvimopan không phải là chất nền cho hệ thống enzyme cytochrom P450. Do đó, không có tương tác được mong đợi với các thuốc chuyển hóa ở gan. Alvimopan là chất nền cho P-glycoprotein. Do đó, các tương tác sẽ được dự kiến với các chất ức chế P-glycoprotein đã biết như amiodarone, bepridil, diltiazem, ciclosporin, itraconazole, quinine, quinidine, spironolactone và verapamil.

## Dược lý

### Cơ chế hoạt động
Alvimopan liên kết cạnh tranh với thụ thể-opioid trong đường tiêu hóa. Không giống như methylnaltrexone (một chất đối kháng thụ thể-thụ thể ngoại vi khác) có chứa amin bậc bốn, alvimopan có tính chọn lọc đối với các thụ thể ngoại biên đối với động học của nó. Alvimopan liên kết với các thụ thể peripheral ngoại vi với Ki là 0,2   ng / mL và phân ly chậm hơn hầu hết các phối tử khác.

### Dược động học

#### Hấp thụ
Nồng độ đỉnh trong huyết tương (C max) của alvimopan đạt được khoảng 2 giờ sau khi uống, trong khi C max cho chất chuyển hóa xảy ra 36 giờ sau khi uống. Ái lực cao của Alvimopan đối với thụ thể peripheral ngoại biên dẫn đến khả dụng sinh học tuyệt đối dưới 7%.

#### Phân phối
80% đến 90% alvimopan có sẵn có hệ thống liên kết với protein huyết tương. Ở trạng thái ổn định, thể tích phân phối xấp xỉ 30 lít.

#### Chuyển hóa
Alvimopan không trải qua quá trình chuyển hóa ở gan đáng kể, nhưng được chuyển hóa bởi hệ thực vật đường ruột. Chuyển hóa ruột tạo ra một chất chuyển hóa hoạt động mà không có đóng góp đáng kể về mặt lâm sàng đối với tác dụng của thuốc.

#### Thải trừ
Alvimopan trải qua bài tiết 35% qua thận và bài tiết qua đường mật lớn hơn 50%. Thuốc chuyển hóa bởi hệ thực vật đường ruột được bài tiết qua phân. Thời gian bán hủy của Alvimopan là 10 đến 17 giờ, trong khi đó chất chuyển hóa ở ruột là 10 đến 18 giờ.

## Liều lượng và đường dùng
Alvimopan được FDA yêu cầu tham gia Chiến lược đánh giá và giảm thiểu rủi ro (REMS) để đảm bảo sử dụng an toàn. Alvimopan chỉ được chấp thuận cho sử dụng ngắn hạn không quá 15 liều. Nó có sẵn trên cơ sở nội trú tại các tổ chức được phê duyệt và đăng ký với chương trình Hỗ trợ và Giáo dục Entereg Access (EASE). Một người nên nhận không quá 15 liều.